# Llesp
|  | Aquest article és sobre el poble d'aquest nom. Per a l'antic municipi, vegeu Llesp (antic municipi). Per a l'embassament a Pont de Suert, vegeu Pantà de Llesp |

Llesp és un poble del municipi del Pont de Suert, a l'Alta Ribagorça. Tingué ajuntament independent des de la promulgació de la Constitució de Cadis, el 1812, fins a la seva incorporació al Pont de Suert el 1968.
En la proposta derivada de l'informe popularment denominat Informe Roca, es preveia integrar els pobles de Llesp, Iran i Irgo en el terme municipal de la Vall de Boí.
El poble és a tocar de la carretera L-500, un xic al nord-est de la fita del quilòmetre 4 d'aquesta carretera, i un xic enlairat respecte seu. És, per tant, a tan sols 6 quilòmetres del Pont de Suert, el seu cap de municipi actual i de comarca.
La seva església parroquial, Sant Martí de Llesp, és romànica. Dins del nucli de població, a més, hi ha restes de la capella de Sant Bernat. La parròquia de Sant Martí de Llesp pertany al bisbat de Lleida, pel fet d'haver pertangut, a l'edat mitjana, al bisbat de Roda de Ribagorça. Format part de la unitat pastoral 25 de l'arxiprestat de la Ribagorça, i és regida pel rector del Pont de Suert.

## Etimologia
L'origen de Llesp és, segons Joan Coromines, el mateix que el dels noms de Lles o de Llessui: una arrel iberobasca que indica cova, o balma, caverna, avenc, precipici o gorja. Efectivament, més amunt del poble hi ha la cova al Tossal del Forat de la Mora.

## Història
El 1006 es té la primera referència escrita de Llesp: ocupada Roda de Ribagorça pels exèrcits d'Abd al-Malik, el bisbe Eimeric de Ribagorça s'allotjà a Llesp, i durant alguns anys Sant Martí de Llesp fou la catedral de Ribagorça. La rectoria acollí la seu del bisbat i fins i tot l'arxiu episcopal.
Llesp no era una població important, en aquell moment: depenia de Castilló de Tor, on hi havia el castell de la demarcació. Amb el pas del temps, la possessió de Llesp passà al bisbat de Lleida, després de pertànyer anteriorment al de Ribagorça. Fou de Lleida, tot i estar infeudat als Erill; aquesta possessió perdurà fins a l'extinció dels senyorius, al segle xix.
En el cens del 1381, Llesp apareix amb 4 focs (una vintena d'habitants). En el Fogatge del 1553 hi consten 8 focs (uns 40 habitants). El 1787 hi consten 43 habitants.
Fins a l'abolició dels senyorius, el 1831, Tremp pertangué senyorialment al bisbe de Lleida.
El setembre de 1907 Llesp va ser un dels llocs per on va passar la Missió arqueològico-jurídica a la ratlla d'Aragó, organitzada per l'IEC amb la missió de protegir el patrimoni artístic català. L'equip estava format per Josep Puig i Cadafalch, Guillem Marià Brocà, Josep Gudiol, Josep M.Goday i Adolf Mas.
Llesp fou un municipi independent des del 1812, a ran de la Constitució de Cadis, fins a la seva agregació al Pont de Suert, el 1970.
El 1981 tenia 50 habitants i el 2019 havien pujat a 57.